# علل و دلایل فقر

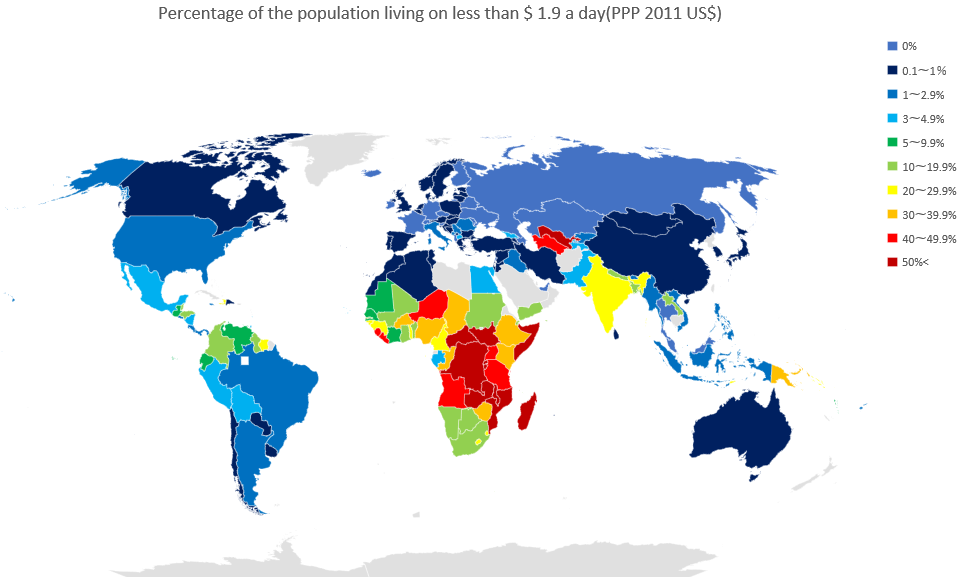

علل و دلایل فقر ممکن است با توجه به ملت، منطقه و در مقایسه با سایر کشورها در سطح جهانی متفاوت باشد. با این حال، یک اشتراک بین این علل‌ها وجود دارد. دیدگاه‌های فلسفی و به ویژه دیدگاه‌های تاریخی از جمله عواملی در سطح خرد و کلان را می‌توان در شناخت این علل مورد توجه قرار داد.
نظریه‌های رفتاری، ساختاری و سیاسی در مورد علل فقر وجود دارد: نظریه‌های رفتاری بر رفتارهای فردی تمرکز می‌کنند که توسط انگیزه‌ها و فرهنگ هدایت می‌شوند. نظریه‌های ساختاری بر بافت جمعیتی و بازار کار تأکید دارند که باعث ایجاد رفتار و فقر می‌شود. نظریات سیاسی معتقدند که قدرت و نهادها باعث ایجاد سیاستی می‌شوند که باعث ایجاد فقر می‌شود و این سیاست رابطه بین رفتار و فقر را تعدیل می‌کند.

## فقر مطلق و نسبی
- فقر مطلق فقدان نیازهای اولیه بر اساس سطح درآمد تعیین شده‌است. طبق دستورالعمل‌های بانک جهانی، افرادی که با درآمد کمتر از ۱٫۹۰ دلار در روز زندگی می‌کنند، در فقر شدید به سر می‌برند. این به‌طور کلی برای مردم کشورهای کم درآمد صدق می‌کند. برای کشورهای با درآمد متوسط رو به پایین‌تر، مرز ۳٫۲۰ دلار در روز است. برای کشورهای با درآمد متوسط رو به بالا، مرز ۵٫۵۰ دلار در روز است. این استانداردهای مشخص شده تفاوت‌ها را در اقتصادها نشان می‌دهند، زیرا یک خانوار فقیر در یک بلوک اقتصادی ثروتمند به‌طور قابل‌توجهی از لحاظ اقتصادی دارای امتیاز بیشتری نسبت به خانواده‌ای در یک بلوک محروم اقتصادی است؛ بنابراین در بحث از فقر در یک اقتصاد پیشرفته باید در نظر گرفته شود که فقر مطلق ممکن است به آسانی برای مردم آن اقتصاد قابل اعمال نباشد.[۳]
- فقر نسبی به افراد یا نهادهایی گفته می‌شود که در مقایسه با سایرین در همان منطقه، مکان و زمان، حداقل استانداردها برایشان رعایت نمی‌شود. بسیاری از اقتصادهای فقیرتر می‌توانند دارای فقر مطلق و نسبی باشند که بر مردم مربوط تأثیر می‌گذارد. فقر نسبی عموماً در اقتصادهای پیشرفته بیشتر وجود دارد.[۳][۴]

## دیدگاه‌های فلسفی

### دیدگاه سوسیالیستی
دیدگاه سوسیالیستی فقر را ناشی از توزیع نادرست سرمایه، ثروت و منابعی می‌داند که به نفع «نخبگان ثروتمند» یا «اشرافیت مالی» در مقابل جامعه به‌طور کلی است. سنت سوسیالیستی خواهان توزیع مجدد ثروت به عنوان راه حل فقر است. در اصل، «اهرم‌های اصلی اقتصاد» باید از خصوصی‌بودن درآیند به طبقه کارگری و برای «منافع مردم عادی و نه [منافع] نخبگان ثروتمند» توزیع شوند.

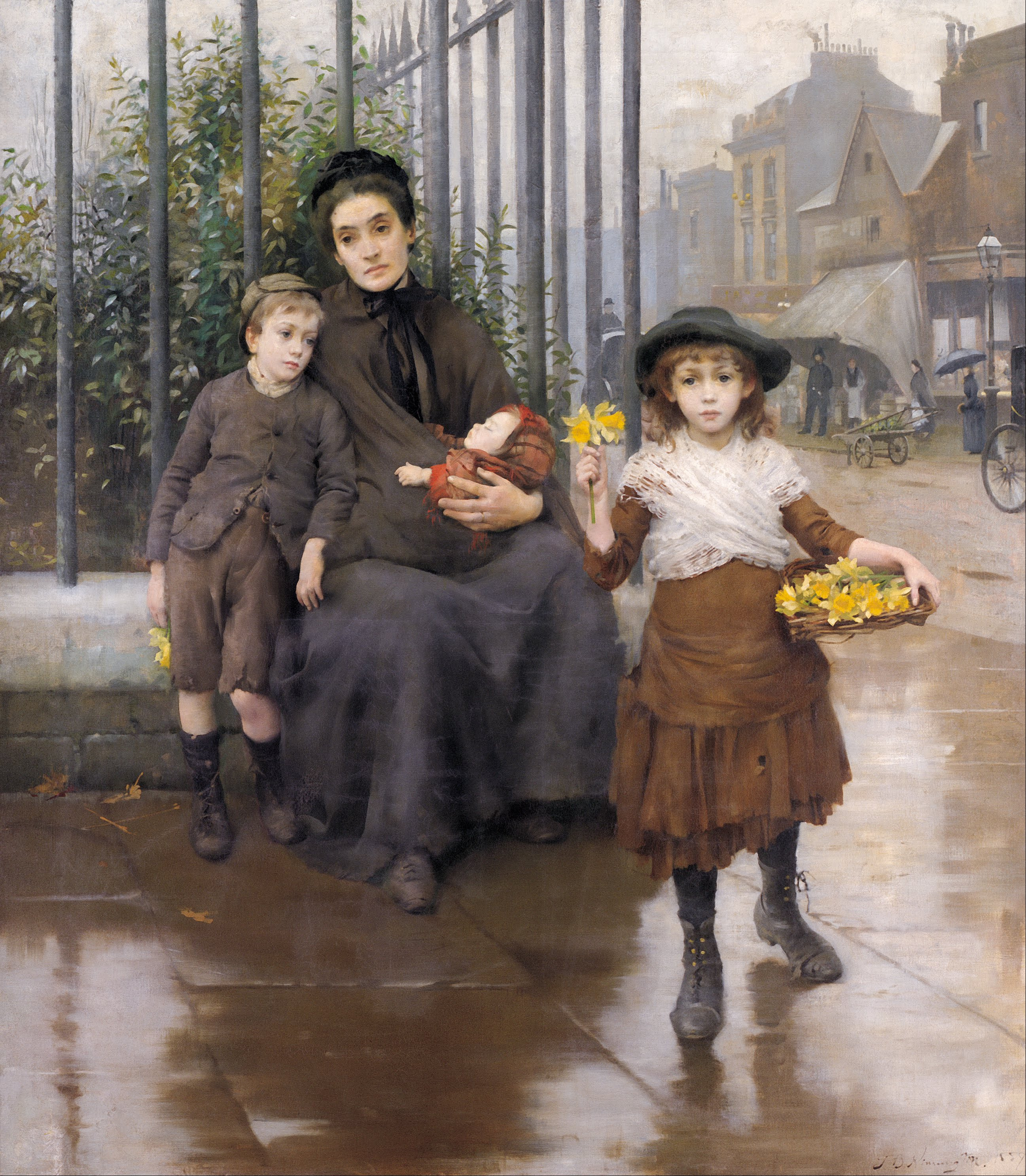
نقاشی از توماس بی. کنینگتون

طبق نظریه مارکسیستی، نابرابری (که در یک سیستم طبقاتی ذاتی است) فقر را تقویت می‌کند. هر دوی این موجودیت‌ها از یک «شیوه تولید سرمایه‌داری» و مشارکت سرمایه‌داری در «ساختارهای اجتماعی نابرابر» ایجاد می‌شوند. مارکسیست‌ها معتقدند ماهیت ساختاری جامعه (که عامل فقر است) باید برای رفع فقر در جامعه تغییر کند. برعکس، منتقدان این دیدگاه، مانند میلتون فریدمن، پیشنهاد و فرض می‌کنند که در دیدگاه سوسیالیستی، سرکوب حقوق فردی و اقتصاد بازار آزاد می‌تواند به مطلق‌گرایی سیاسی و استبداد منجر شود.

### دیدگاه نئولیبرال
دیدگاه نئولیبرالی فقر را به تمرکز بازارهای آزاد، مالکیت انحصاری دولت بر بنگاه‌های تجاری و سرمایه‌داریزدایی نسبت می‌دهد - سیستمی که در آن سرمایه، ثروت و منابع به صلاحدید دولت در مقابل فرد است. این دیدگاه به این ایده اختصاص دارد که ایجاد شرایط برای سرمایه‌گذاری خصوصی سودآور راه حل فقر است - زیرا بخش خصوصی در اداره تجارت و ایجاد سود (از اهداف اصلی در سرمایه‌داری سود است) بهتر از دولت است.
اندیشکده‌های نئولیبرال بودجه گسترده‌ای دریافت کرده‌اند. به گفته صندوق بین‌المللی پول، اقدامات خصوصی‌سازی، کاهش هزینه‌های عمومی و مقررات زدایی (مضامین ایدئولوژی نئولیبرال) «نابرابری را افزایش داده» و رونق اقتصادی را در برخی از مناطق جهان، به ویژه در کشورهای بسیار بدهکار، فلج کرده‌است.

## برخی علل، سطوح خرد/کلان

### سطح مایکرو و خرد
مؤسسه بین‌المللی مطالعات غذا خلاصه‌ای از مجموعه‌ای از مطالعات گسترده داشت که علل فقر را با تجزیه و تحلیل داده‌های خانوارها و بررسی یافته‌های تجربی در ۲۰ کشور تجزیه و تحلیل می‌کرد. برخی از علل عمده فقر با نگاه تاریخی به شرح زیر است:
- ناتوانی خانوارهای فقیر برای سرمایه‌گذاری در مالکیت ملک و دارایی
- تحصیلات محدود/ ضعیف که منجر به فرصت‌های کمتر می‌شود.
- دسترسی محدود به اعتبار، در برخی موارد - ایجاد فقر بیشتر از طریق فقر موروثی.
- محرومیت سیستماتیک اقلیت‌های قومی، کاستهای قومی، قبایل، زنان و افراد دارای ناتوانی از مشارکت در نهادهای اقتصادی عادلانه و عدم دسترسی به نهادها/بازارها. این محرومیت باعث ایجاد چرخه و تداوم فقر شد. [۱۱]

#### سایر علل سطح مایکرو و خرد
- جنگ، جنایت و خشونت از دلایل اصلی فقر هستند.[۱۲] در ۳۹ کشور (از سال ۲۰۰۰)، که در آن خشونت سیاسی و جنایات سازمان‌یافته از نظر تاریخی رونق داشت، سطح فقر دو برابر کشورهایی بود که جنگ، جنایت و خشونت کمتر گزارش شده بود.[۱۲]اعتراض به هزینه زندگی در لندن - ۱۲ فوریه ۲۰۲۲

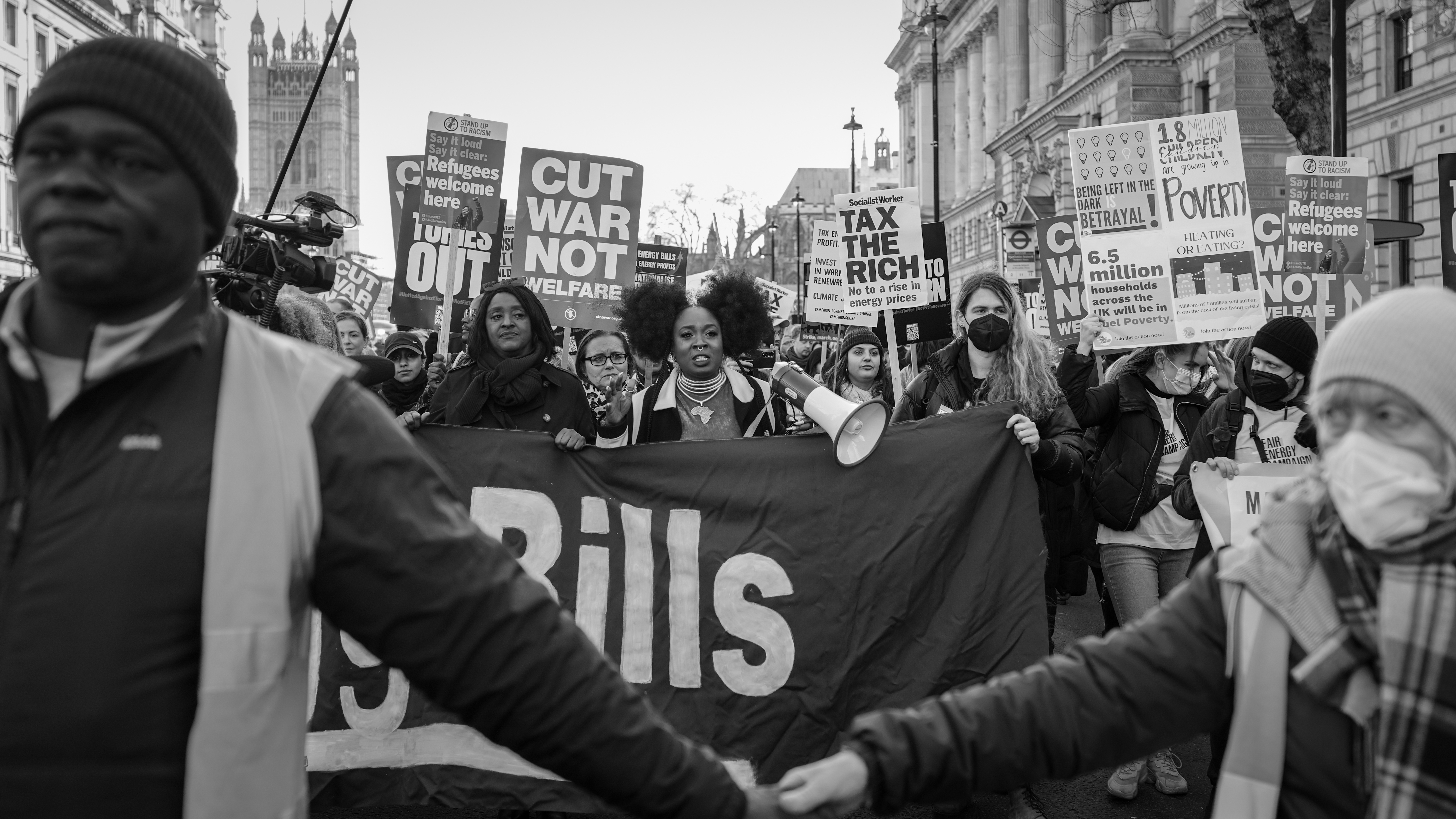
اعتراض به هزینه زندگی در لندن - ۱۲ فوریه ۲۰۲۲

- بیکاری - در نیم دوجین کشور، جایی که جوانان به باندها و گروه‌های شورشی پیوستند (عاملی که منجر به فقر می‌شود)، دو سوم از پاسخ دهندگان (در یک نظرسنجی) گزارش دادند که بیکاری و فرصت‌های کم دلیل اصلی ترویج فقر است.[۱۳]

### سطح مکرو و کلان

#### استعمار
دارون عجم‌اوغلو و جیمز رابینسون معتقدند که فقر با استعمار مرتبط است. تأثیرات استعمار نهادهایی را برجاگذاشت که جدید، بیگانه و ناپایدار بودند. فقدان تداوم در این نهادهای خارجی، که کاملاً در دستان آموزش ندیده جمعیت مستعمره قبلی باقی مانده بودند، باعث ایجاد فقر در جوامع شده.

#### تغییرات آب و هوایی

##### منطقه‌ای
طبق مقاله ای از «Giovetti و McConville" تغییرات آب و هوایی ممکن است از طریق موارد زیر، به ویژه در کشورهای بسیار بدهکار باعث ایجاد فقر شود:
- کشاورزی و منابع غذایی محدود - در کشورهای فقیرتر، محصولات کشاورزی/غذایی محدود بقا را تهدید می‌کند و منابع را تحت فشار قرار می‌دهد، که یک عامل تسریع‌کننده برای فقر است.
- تهدیدی برای آموزش و پرورش - تغییرات آب و هوایی باعث تخریب دارایی (مدارس) می‌شود و باعث جابجایی نیروی کاری می‌شود که با حذف کودکان از مدرسه اتفاق می‌افتد. این اثر چرخشی باعث فقر سیستماتیک می‌شود، زیرا آموزش ضعیف مساوی با فرصت‌های اقتصادی ضعیف تر است.
- تسریع مهاجرت پناهندگان - مهاجرت پناهندگان در جستجوی غذا، آب و محیط‌های مالیاتی ایمن با ازدحام جمعیت، به ترویج بهداشت ضعیف و خشونت مبتنی بر جنسیت کمک می‌کند (محیطی که در آن فقر رشد می‌کند).
- تهدید سلامت عمومی با ایجاد هوای پاکیزه کمتر، آب آشامیدنی محدود و بهداشت ضعیف، به آسیب بیشتر به جوامع فقیرتر (محیطی که در آن فقر رشد می‌کند) کمک می‌کند.

بانک جهانی تأیید می‌کند که بدون مداخله زیاد، تغییرات اقلیمی می‌تواند تا سال ۲۰۳۰ بیش از ۱۰۰ میلیون نفر در سراسر جها ران در فقر فرو براند. تا سال ۲۰۵۰ میلادی، مناطق منطقه ای مانند آمریکای لاتین، آسیای جنوبی و جنوب صحرای آفریقا می‌توانند الگوهای مهاجرتی را آغاز کنند که به‌طور بالقوه بر بیش از ۱۴۳ میلیون نفر تأثیر می‌گذارد.

##### در سطح جهانی
در حالی که اقتصادهای ثروتمند کمتر از اقتصادهای فقیرتر آسیب می‌بینند، اقتصادهای ثروتمندتر نیز از طریق افزایش بار مسئولیتی خود تحت تأثیر قرار می‌گیرند.

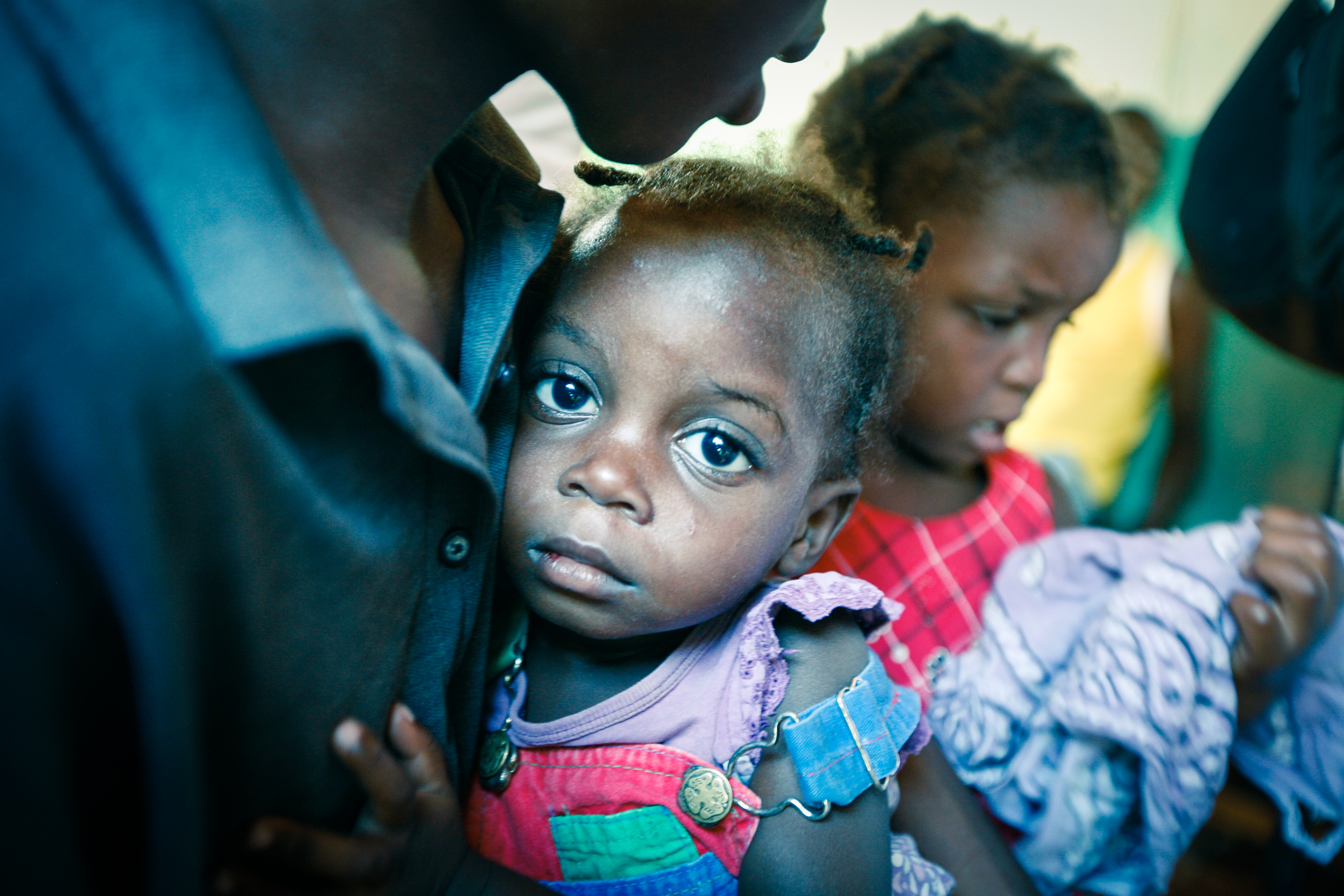
«چشمان گرسنگی»

## علل فقر - در سراسر جهان

### علل اصلی مهم فقر
1. غذای ناکافی و دسترسی ضعیف یا محدود به آب پاک[۱۸] - جابجایی در جستجوی غذا و آب پاک، منابع محدود را تخلیه می‌کند (به ویژه در اقتصادهای ضعیف)، و باعث می‌شود فقرا فقیرتر شوند زیرا آنها به دنبال نیازهای اولیه برای بقا هستند.[۱۹]
2. دسترسی ناکافی، محدود یا ضعیف به مراقبت‌های بهداشتی - افراد ناسالم کمتر کار می‌کنند، بهره‌وری کمتری دارند و مطالبات خود را بر روی یک سیستم مراقبت‌های بهداشتی که قبلاً بیش از حد برا آن فشار آمده، قرار می‌دهند. این چرخه باعث می‌شود افراد آسیب دیده فقیر بمانند.[۲۰]مراقبت‌های پزشکی در افغانستان

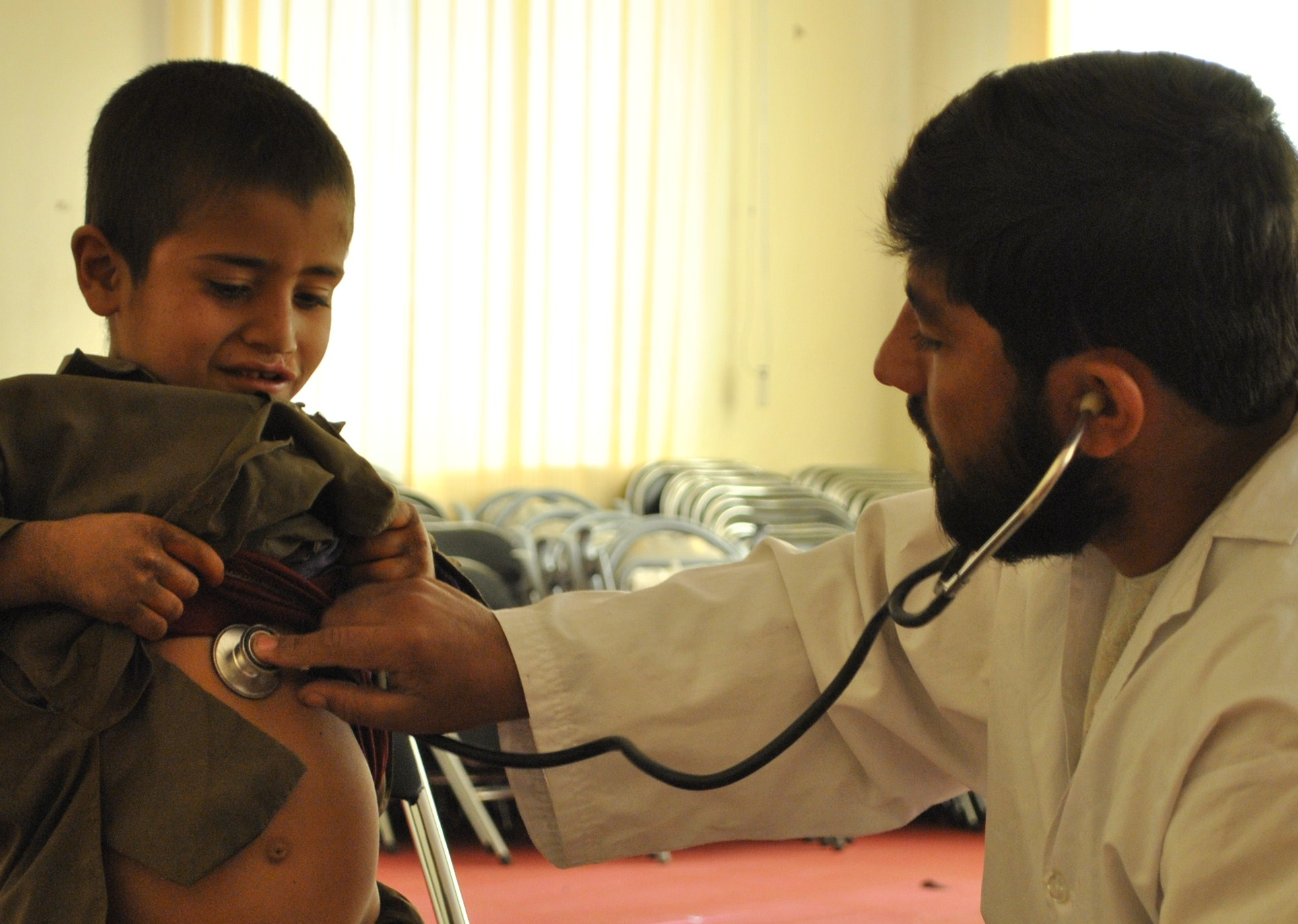
مراقبت‌های پزشکی در افغانستان

3. توزیع نابرابر منابع - نابرابری در توزیع منابع باعث فقر سیستماتیک می‌شود در حالی که کسانی که منابع بیشتری دارند ثروتمندتر می‌شوند و به خدمات دسترسی بهتری پیدا می‌کنند.[۱۵]مدیریت منابع SR

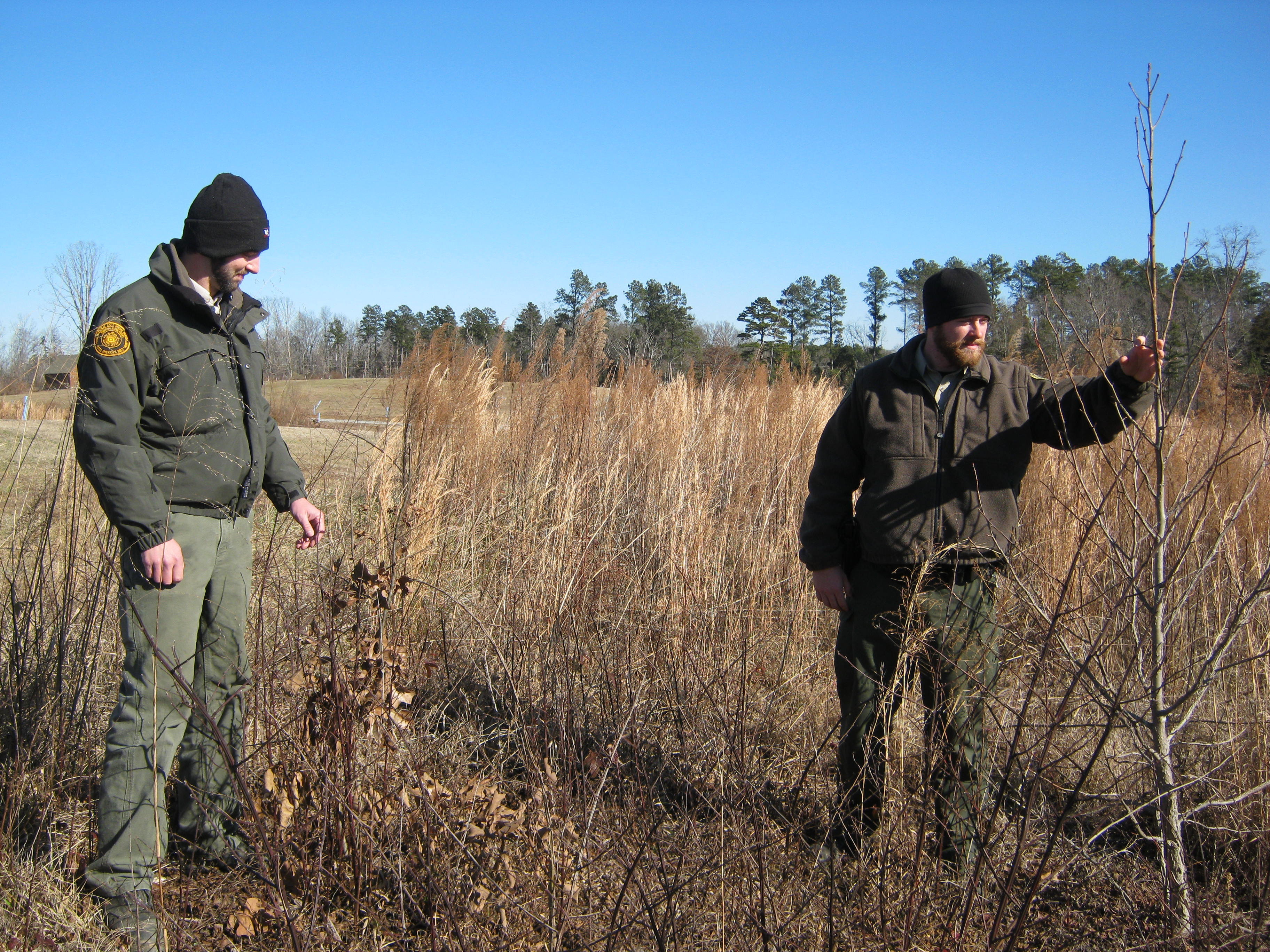
مدیریت منابع SR

4. تبعیض، نابرابری (نژاد/جنسیت و سایر سوگیری‌ها) - افرادی که به دلایلی با هر نوع تبعیض یا تعصب مواجه می‌شوند، دسترسی کمتری به فرصت‌های رهایی از فقر دارند.[۱۵][۱۹]
5. تحصیلات ضعیف - افراد با تحصیلات ضعیف فرصت‌های محدودی برای موفقیت در یک محیط کاری پویا دارند. بی‌سوادی باعث ایجاد فقر می‌شود.[۱۹][۲۱]دختران دانش آموز در افغانستان

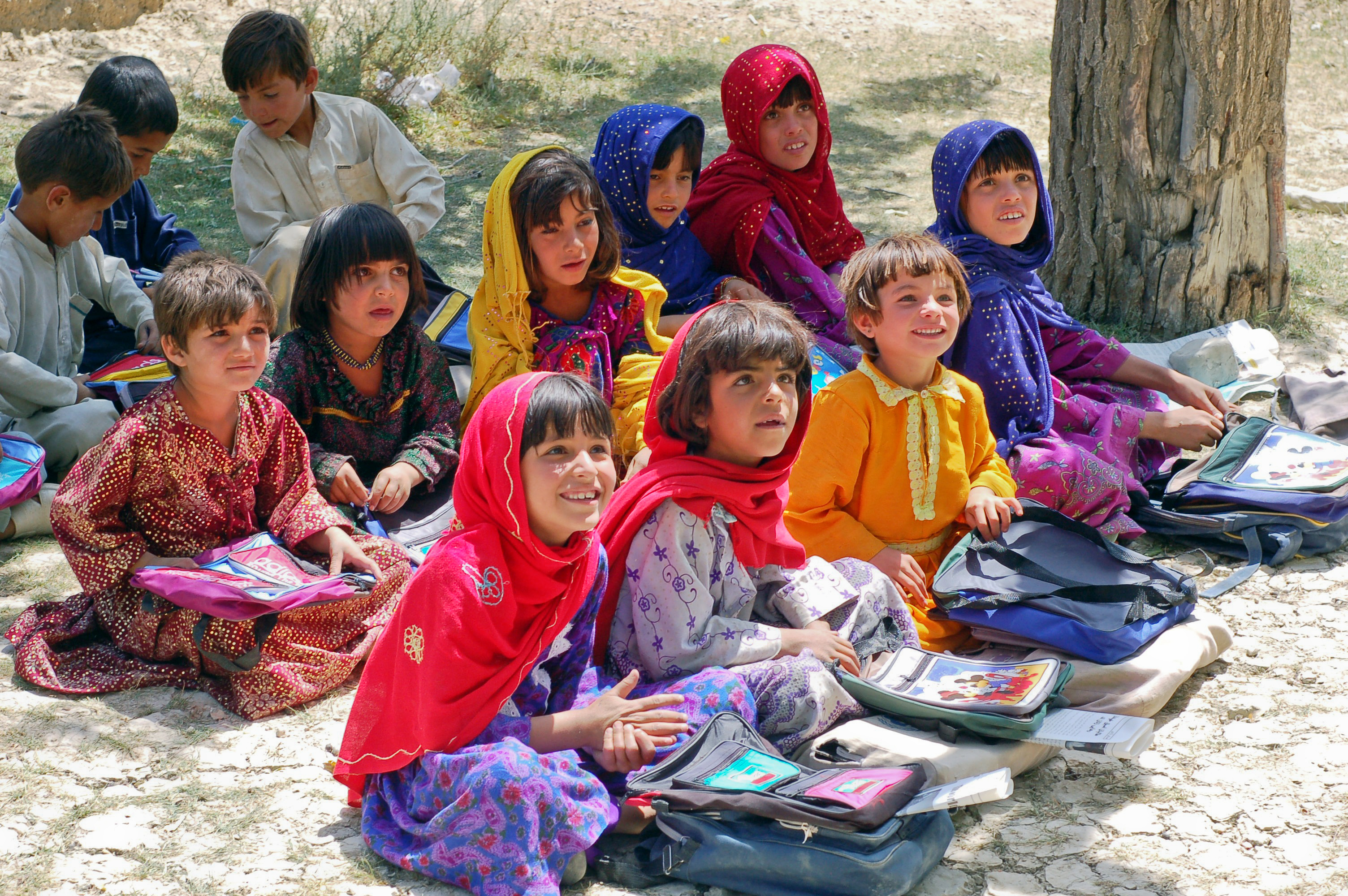
دختران دانش آموز در افغانستان

6. تغییرات آب و هوایی، آسیب به اکوسیستم‌ها و تخریب محیط زیست - سیل، خشکسالی و طوفان باعث کمبود آب/غذا می‌شود و نیازهای بقای اساسی را تشدید می‌کند و باعث مهاجرت می‌شود و چرخه ای از فقر را ایجاد می‌کند.[۱۹][۲۲]زباله و آلودگی

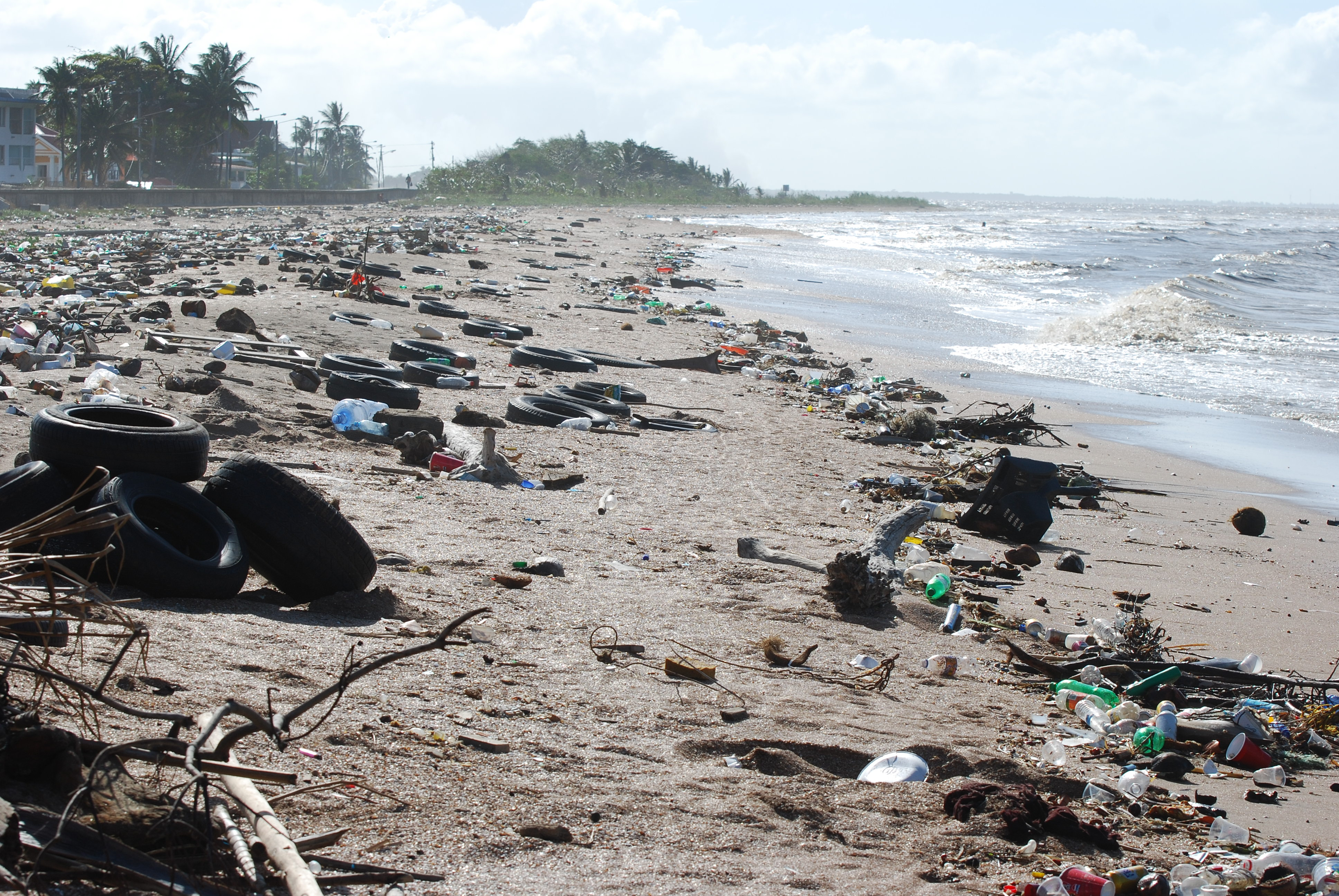
زباله و آلودگی

7. حکمرانی ضعیف، فساد، و زیرساخت‌های ضعیف - دولت‌ها را از فرصت‌ها، ثروت و منابع محروم نگه می‌دارد و از دسترسی آماده به کالاها و خدمات ضروری محروم می‌کند.[۱۵][۱۹]
8. کشمکش و تنش - به ویژه بر زنان در اقتصادهای فقیرتر تأثیر می‌گذارد. خشونت/ناآرامی ملی یا منطقه ای جامعه را مختل می‌کند و فقر بیشتری را در مناطق آسیب دیده ایجاد می‌کند.[۱۳][۱۹]
9. بدهی - در سطح خرد، همان‌طور که در اقتصادهای پیشرفته مشهود است، باعث فقر می‌شود زیرا افراد بدون پول/منابع بیشتری قرض می‌گیرند تا در داخل یا خارج از توان مالی خود زندگی کنند.[۲۳] در سطح کلان یا ملی (یا حتی در سطح منطقه ای)، مؤسسات وام دهی چندجانبه شرایط یا شرایط نامطلوبی را برای بازپرداخت بدهی به اقتصادهای فقیرتر ایجاد می‌کنند که منجر به بار بازپرداخت بیشتر می‌شود که بر توده‌ها تأثیر می‌گذارد.[۲۴]
10. بیکاری یا دسترسی کم به معیشت - بدون پول ناشی از اشتغال، افراد و جوامع از فقر به عنوان یک علت مستقیم رنج می‌برند.[۱۹]
11. تمرکز مالکیت زمین - برابر است با توزیع نابرابر منابع.[۱۵][۲۵]
12. گرسنگی جهانی[۱۸]
13. ازدیاد بیش از حد جمعیت[۲۶][۲۷] - می‌تواند بر منابع محدود مالیات وارد کند و باعث تخریب محیط زیست شود. مکاتب فکری مختلف دیدگاه‌های متفاوتی را ارائه می‌دهند.

### علل تاریخی
- جنگ[۱۹]
- کشورگشایی[۲۸][۲۹]

## روندها

### دنیاگیری کووید
بر اساس گزارش بانک جهانی، در سال ۲۰۱۵ میلادی، تقریباً ۷۳۴ میلیون نفر، معادل ۱۰ درصد از جمعیت جهان، با کمتر از ۱٫۹۰ دلار در روز زندگی می‌کردند - در مقابل ۱٫۹ میلیارد نفر در سال ۱۹۹۰ (معادل حدود ۳۶ درصد از جمعیت جهان).
بهبود و پیشرفت یادشده با بحران دنیاگیری کووید-۱۹ که به‌طور قابل‌توجهی بر اقتصادهای ملی، منطقه‌ای و جهانی از طریق بیکاری، اخراج کارکنان، تحویل نامناسب کالاها و خدمات ضروری و همچنین اختلالات در اقتصاد تأثیر می‌گذارد، معکوس خواهد شد (و شده‌است). این بحران همچنین بحران‌ها و مشکلاتی را بخش‌های آموزشی و بهداشتی ایجاد کرد. یک واقعیت واضح است: اثرات کووید-۱۹ بر اقتصادهای فقیر و فقیران تا حد زیادی تأثیر می‌گذارد و باعث می‌شود افراد بیشتری فقیر شوند.